# Калдага
Калдага — село в Газимуро-Заводском районе Забайкальского края России в составе сельского поселения «Ушмунское».

## География
Село находится в южной части района на расстоянии примерно 8 километров (по прямой) на север от села Газимурский Завод. 

## Климат
Климат резко континентальный со средними температурами в январе -26 ÷ -28 °С (абс. минимум -48 °С), в июле + 18 ÷ +20 °С (абс. максимум +38 °С). Кол-во выпадающих осадков от 300 до 500 мм/год. Продолжительность вегетационного периода 130—150 дней.  
Часовой пояс
Село Калдага находится в часовой зоне МСК+6. Смещение применяемого времени относительно UTC составляет +9:00.

## История
Село основано в 1851 году изначально как поселок станицы Догьинской Забайкальского казачьего войска. В годы советской власти работал колхоз «Красный Партизан», с 1961 года совхоз «Ушмунский». 

## Население
Постоянное население составляло 100 человек в 2002 году (русские 100%), 89 человек в 2010 году.

## Инфраструктура
Имеется начальная школа, клуб и фельдшерско-акушерский пункт.